# Gaston Darboux

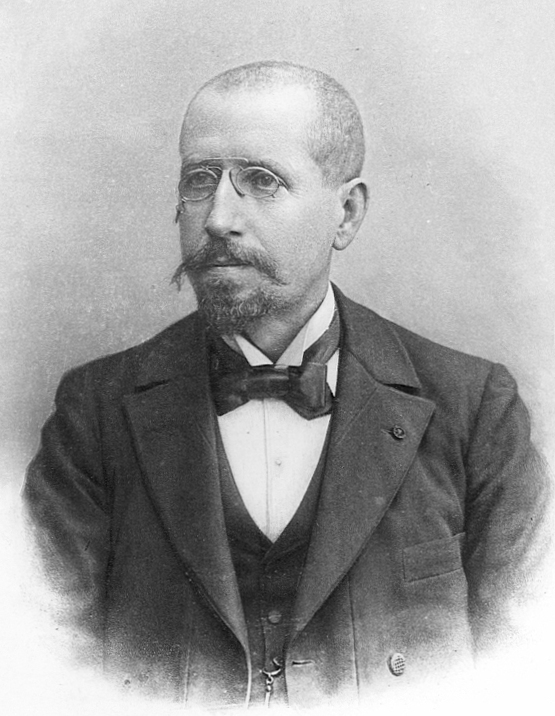
Jean Gaston Darboux

Jean-Gaston Darboux (Nîmes, 14 augustus 1842 - Parijs, 23 februari 1917) was een Franse wiskundige.

## Leven
Darboux leverde verschillende belangrijke bijdragen aan de meetkunde en de analyse (zie bijvoorbeeld lineaire partiële differentiaalvergelijkingen). Hij schreef een biografie van Henri Poincaré en redigeerde de geselecteerde werken van Joseph Fourier.
Darboux promoveerde in 1866 aan de École normale supérieure. Zijn proefschrift, getiteld Sur les surfaces orthogonales, schreef hij onder begeleiding van Michel Chasles. In 1884 werd Darboux gekozen in de Academie des Sciences. In 1900 werd hij tot permanente secretaris van de sectie wiskunde van de Académie des Sciences benoemd.
Onder zijn studenten waren Émile Borel, Elie Cartan, Gheorghe Ţiţeica en Stanislaw Zaremba.
In 1902 werd hij verkozen tot lid van de Royal Society; in 1916 ontving hij de Sylvester-medaille van dit genootschap.
Er zijn verscheiden wiskundige begrippen naar Darboux vernoemd:
- Darbouxvergelijking
- Darbouxframe
- Darbouxintegraal
- Darbouxfunctie
- Darboux netinvarianten
- Darbouxprobleem
- Stelling van Darboux (symplectische meetkunde)
- Stelling van Darboux (analyse) in de analyse, gerelateerd aan de tussenwaardestelling
- Identiteit van Christoffel-Darboux
- Formule van Christoffel-Darboux
- Formule van Darboux
- Darbouxvector
- Vergelijking van Euler-Darboux
- Euler-Poisson-Darboux equation
- Kubische kromme van Darboux
- Darbouxtransformatie

## Boeken door Gaston Darboux
1887-96. Leçons sur la théorie générale des surfaces et les applications géométriques du calcul infinitésimal. Gauthier-Villars:
- (fr)  Vol. 1.
- (fr)  Vol. 2.
- (fr)  Vol. 3.
- (fr)  Vol. 4.